# Rừng lá rộng nhiệt đới ẩm và cận nhiệt đới

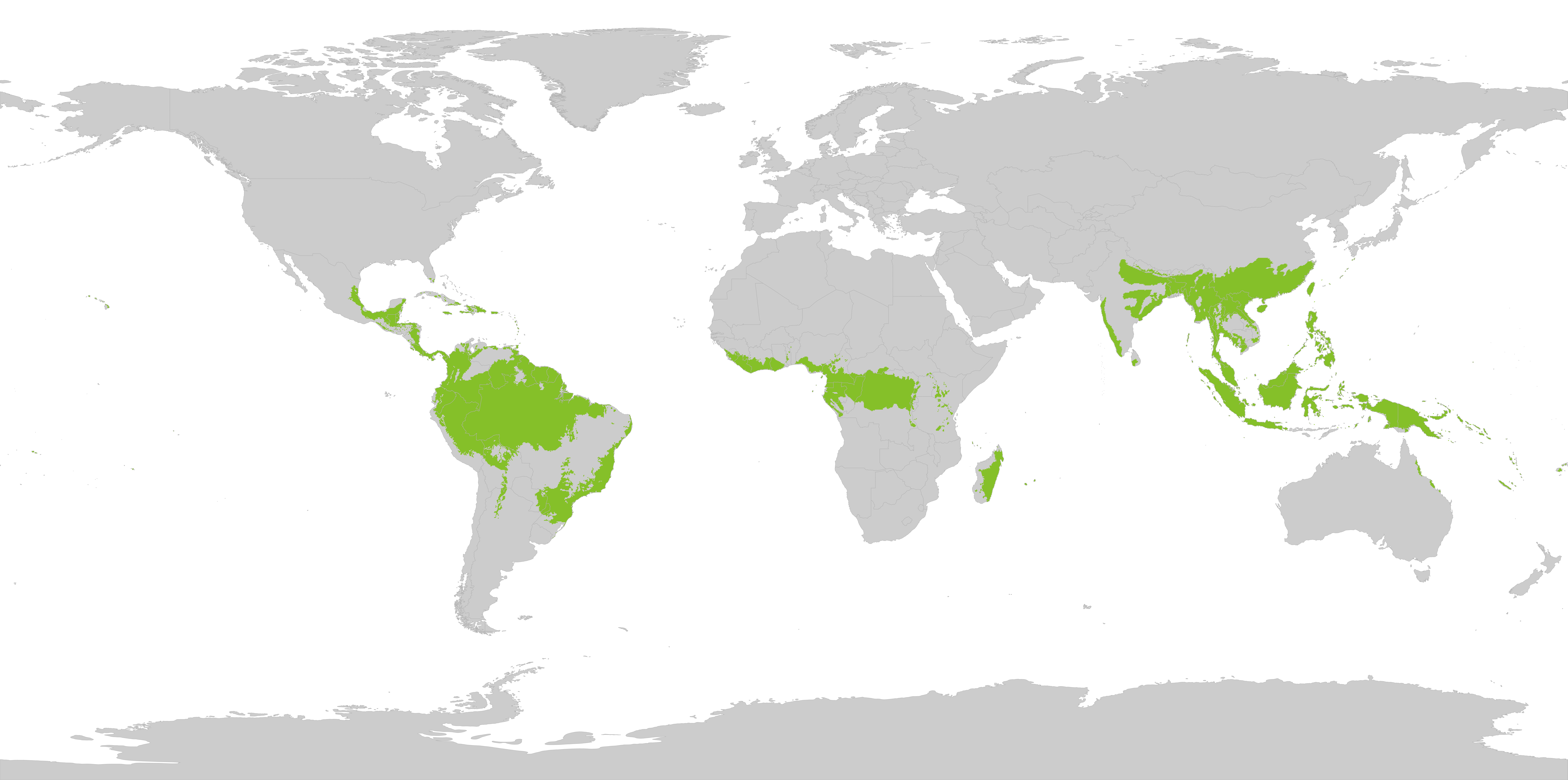
Phân bố tự nhiên rừng ẩm nhiệt đới

Rừng lá rộng ẩm nhiệt đới và cận nhiệt đới (TSMF), còn được gọi là rừng ẩm nhiệt đới, là một kiểu sinh cảnh rừng nhiệt đới và cận nhiệt đới được xác định bởi Quỹ Thiên nhiên Thế giới. Kiểu môi trường sống đôi khi còn được gọi là rừng rậm.

## Miêu tả

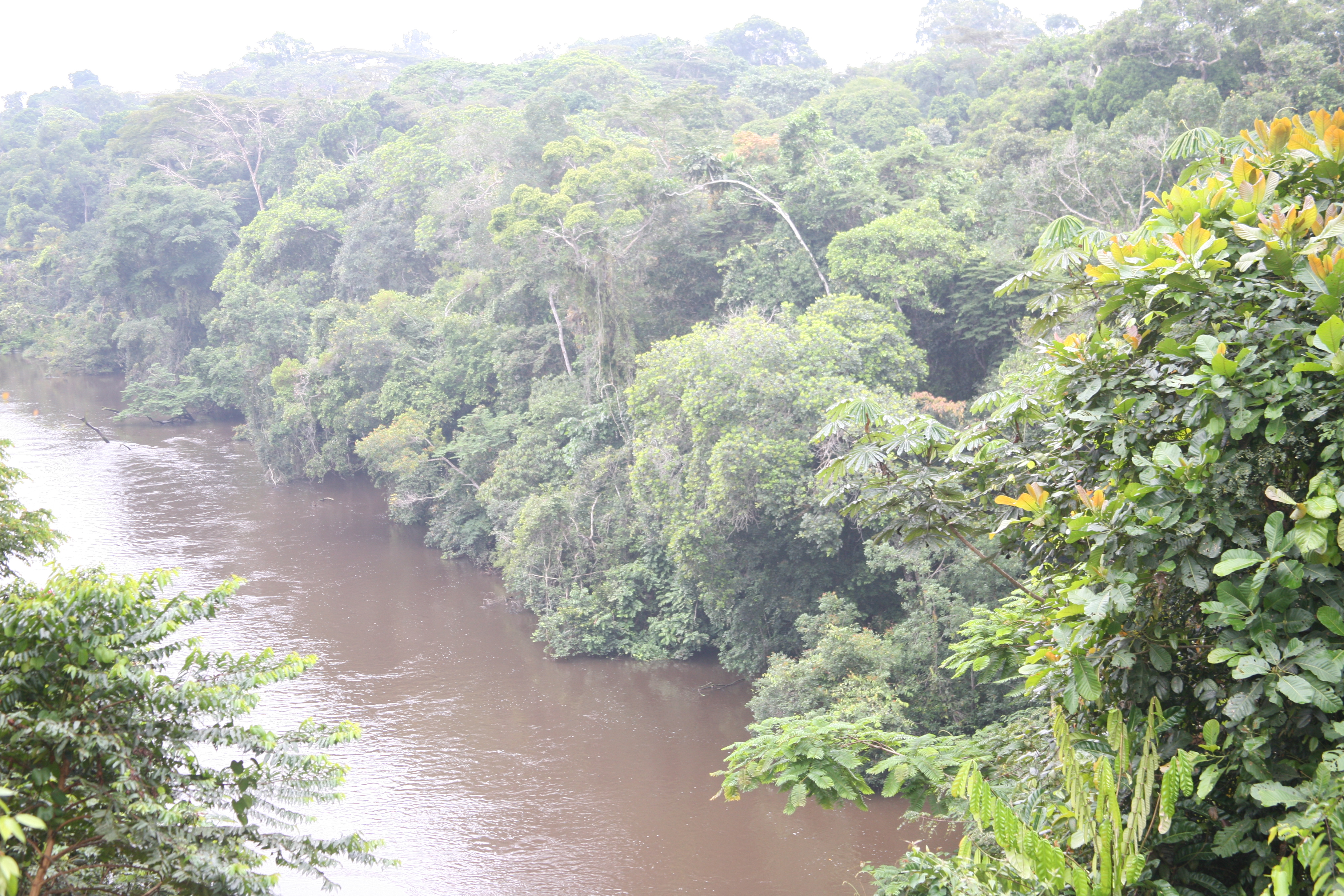
Rừng mưa nhiệt đới dọc theo bờ sông, Cameroon

TSMF thường được tìm thấy trong các khu vực lớn, không liên tục tập trung ở vành đai xích đạo và giữa Vùng chí tuyến Bắc và chí tuyến Nam, TSMF được đặc trưng bởi sự thay đổi thấp về nhiệt độ hàng năm và lượng mưa cao (> 200 xentimét (79 in) hàng năm). Thành phần rừng bị chi phối bởi các loài cây rụng lá bán thường xanh và thường xanh. Những cây này có số lượng trong hàng ngàn và đóng góp vào mức độ đa dạng loài cao nhất trong bất kỳ loại môi trường sống chính trên cạn nào. Nhìn chung, đa dạng sinh học cao nhất là ở tán rừng. Tán có thể được chia thành năm lớp: tán với đỉnh nổi, tán trung bình, tán thấp, mức độ bụi, và cuối cùng mọc dưới góc cây.
Những khu rừng này là nơi sinh sống của nhiều loài hơn bất kỳ hệ sinh thái trên cạn nào khác: Một nửa số loài trên thế giới có thể sống tập trung trong những khu rừng này, nơi một km vuông có thể là nhà của hơn 1.000 loài cây. Những khu rừng này được tìm thấy trên khắp thế giới, đặc biệt là ở Quần đảo Ấn Độ-Malaya, lưu vực sông Amazon và lưu vực Congo châu Phi.
Khí hậu ẩm ướt, ấm áp thường xuyên thúc đẩy sự phát triển của thực vật bùng nổ hơn bất kỳ môi trường nào khác trên Trái đất. Một cây ở đây có thể cao hơn 75 feet (23 m) chỉ trong 5 năm. Từ trên cao, khu rừng xuất hiện như một đại dương xanh lá bất tận, chỉ bị phá vỡ bởi những cây "mới nổi" thỉnh thoảng, cao hơn. Những nổi lên cao chót vót là nơi cảnh giới của các loài hồng hoàng, toucan, và đại bàng harpy.
Các tán cây là nhà của nhiều động vật trong rừng, bao gồm cả vượn và khỉ. Bên dưới tán cây, thấp hơn là nơi cho rắn và mèo lớn. Tầng rừng, tương đối rõ ràng dưới tán cây do tán cây dày ở trên, là nơi lảng vảng của các động vật khác như khỉ đột và hươu.

## Các loại
Quần xã bao gồm một số loại rừng:

Rừng ẩm nhiệt đới và cận nhiệt đới (TSMF) như thể hiện trong sơ đồ phân loại Khu vực cuộc sống Holdridge, và bao gồm rừng ẩm, rừng ẩm ướt và rừng mưa nhiệt đới.

- Rừng mưa thường xanh xích đạo vùng thấp, thường được gọi là rừng mưa nhiệt đới, là những khu rừng nhận được lượng mưa cao (khí hậu rừng mưa nhiệt đới với hơn 2000 mm, hoặc 80 inch hàng năm) trong suốt cả năm. Những khu rừng này xuất hiện trong một vành đai xung quanh đường xích đạo, với các khu vực lớn nhất trong lưu vực sông Amazon của Nam Mỹ, lưu vực Congo thuộc miền trung châu Phi và một phần của quần đảo Malay. Khoảng một nửa rừng mưa nhiệt đới trên thế giới thuộc các quốc gia Nam Mỹ của Brazil và Peru. Rừng mưa nhiệt đới hiện chiếm chưa đến 6% diện tích mặt đất. Các nhà khoa học ước tính rằng hơn một nửa số loài thực vật và động vật trên thế giới sống trong các khu rừng mưa nhiệt đới.
- Rừng mùa nhiệt đới, còn được gọi là rừng rụng lá ẩm, gió mùa hoặc bán thường xanh (hỗn hợp) theo mùa, có mùa mưa hoặc khí hậu thảo nguyên ẩm ướt (như trong Phân loại khí hậu Köppen): nhận lượng mưa toàn cao với mùa mưa vào mùa hè ấm áp và (thường) có mùa đông khô mát. Một số cây trong những khu rừng này rụng một số hoặc tất cả lá của chúng trong mùa khô mùa đông. Những khu rừng này được tìm thấy ở Nam Florida, một phần Nam Mỹ, Trung Mỹ và xung quanh vùng Caribbean, ở ven biển Tây Phi, một phần của tiểu lục địa Ấn Độ, và trên khắp Đông Dương.
- Rừng mưa núi được tìm thấy ở vùng núi khí hậu mát mẻ. Những khu rừng có độ cao đủ cao để thường xuyên gặp phải những đám mây che phủ ở mức độ thấp được gọi là rừng sương mù.
- Rừng ngập nước, bao gồm rừng đầm lầy nước ngọt và rừng đầm lầy than bùn.

## Vùng sinh thái đáng chú ý

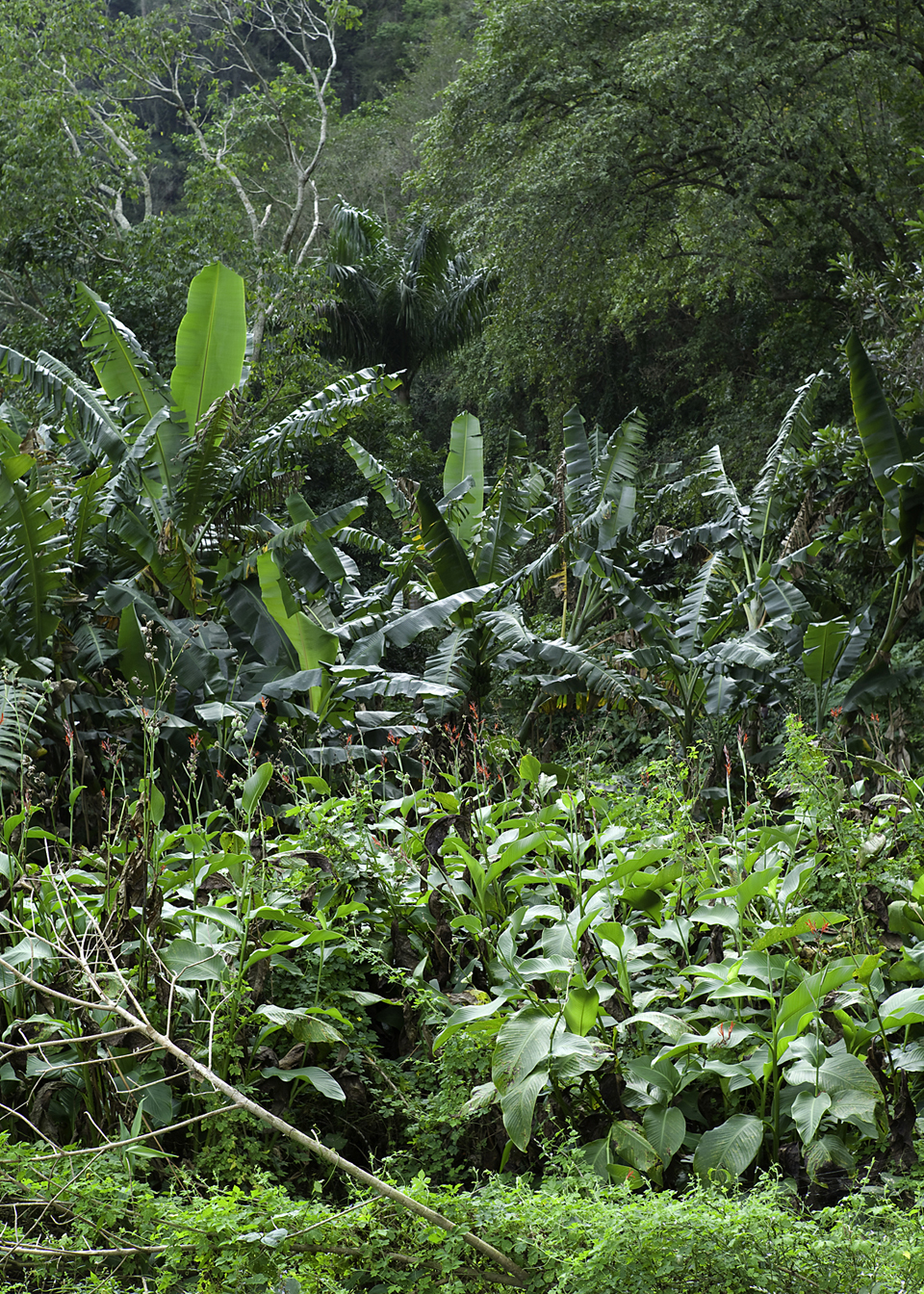
Rừng ẩm Cuba

Một số vùng sinh thái TSMF đáng chú ý về đa dạng sinh học và đặc hữu của chúng:
- Rừng ẩm Tây Nam Amazon ở Brazil và Ecuador
- Rừng Đại Tây Dương ở Brazil
- Chocó-Darién rừng ẩm ở Colombia và Panama
- Rừng vùng núi phía tây bắc Andean của Colombia và Ecuador[2]
- Rừng ẩm Tây Guayana[3]
- Rừng ẩm Cuba[4]
- Rừng mưa nhiệt đới Congo[5]
- Rừng Thượng Guinea[6]
- Rừng núi dãy Albertine trải từ Uganda đến Burundi[7]
- Rừng Eastern Arc của Kenya và Tanzania[8]
- Rừng ven biển phía đông châu Phi từ Somalia tới Mozambique[9]
- Rừng nửa ẩm Madagascar[10]
- Cordillera Central ở Puerto Rico
- Rừng mưa đất thấp Sri Lanka
- Rừng đầm lầy than bùn Malaysia
- Rừng đầm lầy than bùn Borneo
- Rừng mưa Tân Caledonia[11]